# 梶原景茂
梶原 景茂（かじわら かげもち）は、平安時代末期から鎌倉時代初期にかけての武将。梶原景時の三男で、鎌倉幕府の御家人。

## 生涯
梶原景時の三男で、源頼朝に従い源平合戦（治承・寿永の乱）で戦功を挙げる。文治5年（1189年の）奥州合戦でも戦功を挙げ、建久元年（1190年）には頼朝の上洛に父景時らとともに従い、頼朝より有功の者として景時が推挙を受けたため、既に叙任を受けていた父の譲りによって左兵衛尉に任じられた。正治元年（1199年）、御家人66名による梶原景時糾弾の連判状によって鎌倉を追われ、相模国一ノ宮の梶原館へと戻る。翌正治2年（1200年）正月、一族郎党を引き連れ京へと上ろうとするが、途中駿河国にて在地武士団の襲撃を受け、駿河国狐ケ崎で吉川友兼と一騎討ちの末、討ち取られた（友兼も戦傷で間もなく死亡）。

## 逸話
文治2年（1186年）、鎌倉に呼び寄せられていた静御前の館へ、工藤祐経、千葉常秀、八田知重、藤原邦通らと訪れ、舞を楽しんだ。しかし酔っ払って静御前を口説き、苦情が出たという逸話が『吾妻鏡』に残っている。

## 子孫
鎌倉時代編纂の早馬神社縁起、江戸時代の仙台藩編纂地誌『奥羽観蹟聞老志』『封内風土記』『封内名跡志』『風土記御用書出』によると、景茂の子の景永が陸奥国の早馬神社に下向したとされ、現在も梶原氏子孫が宮司を務めている。
室町時代には畿内、さらに阿波国、讃岐国へと広がり、一部は尾張国に住み、織田信長の家臣となった。

## 画像集

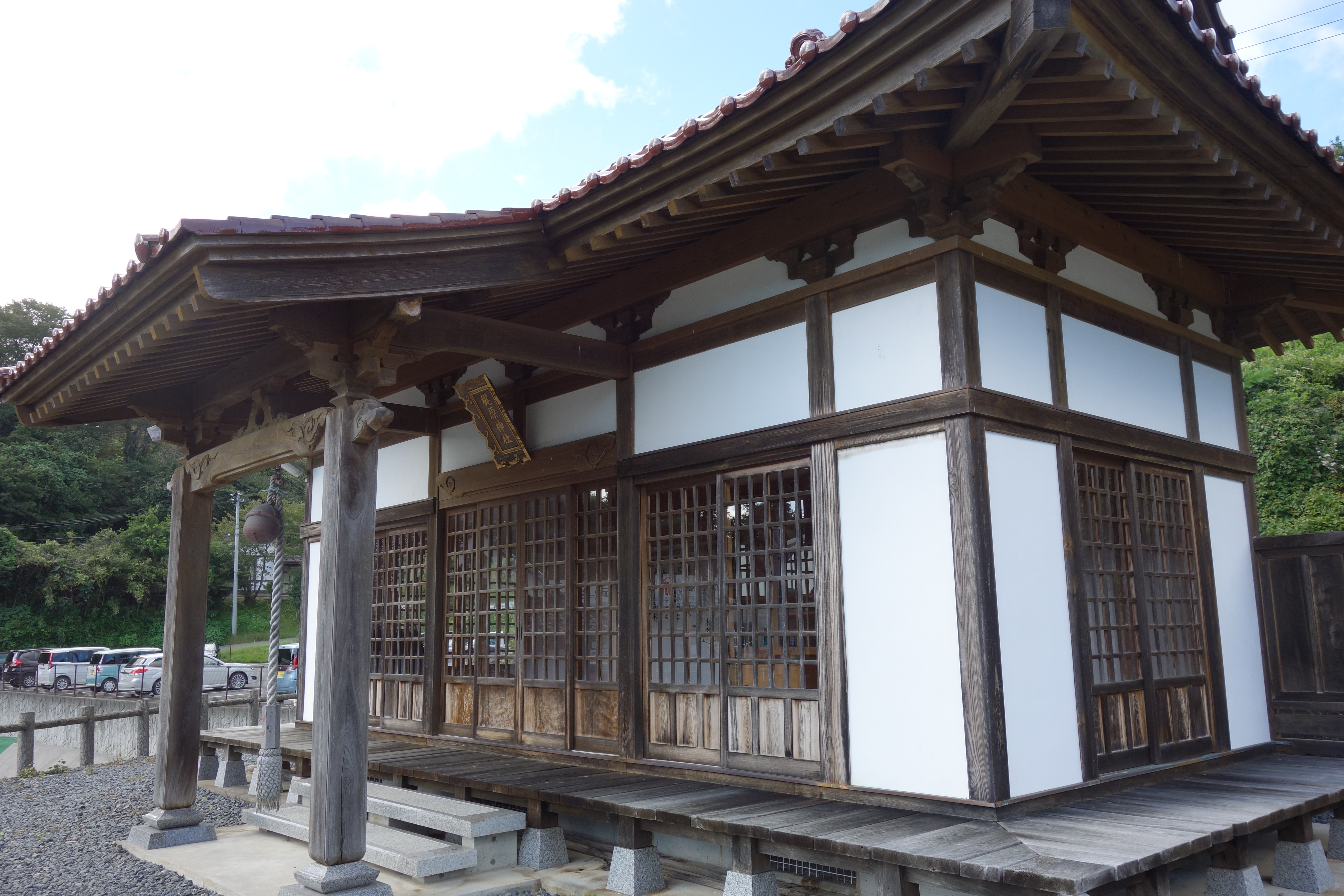
梶原神社（宮城県気仙沼市唐桑町高石浜）
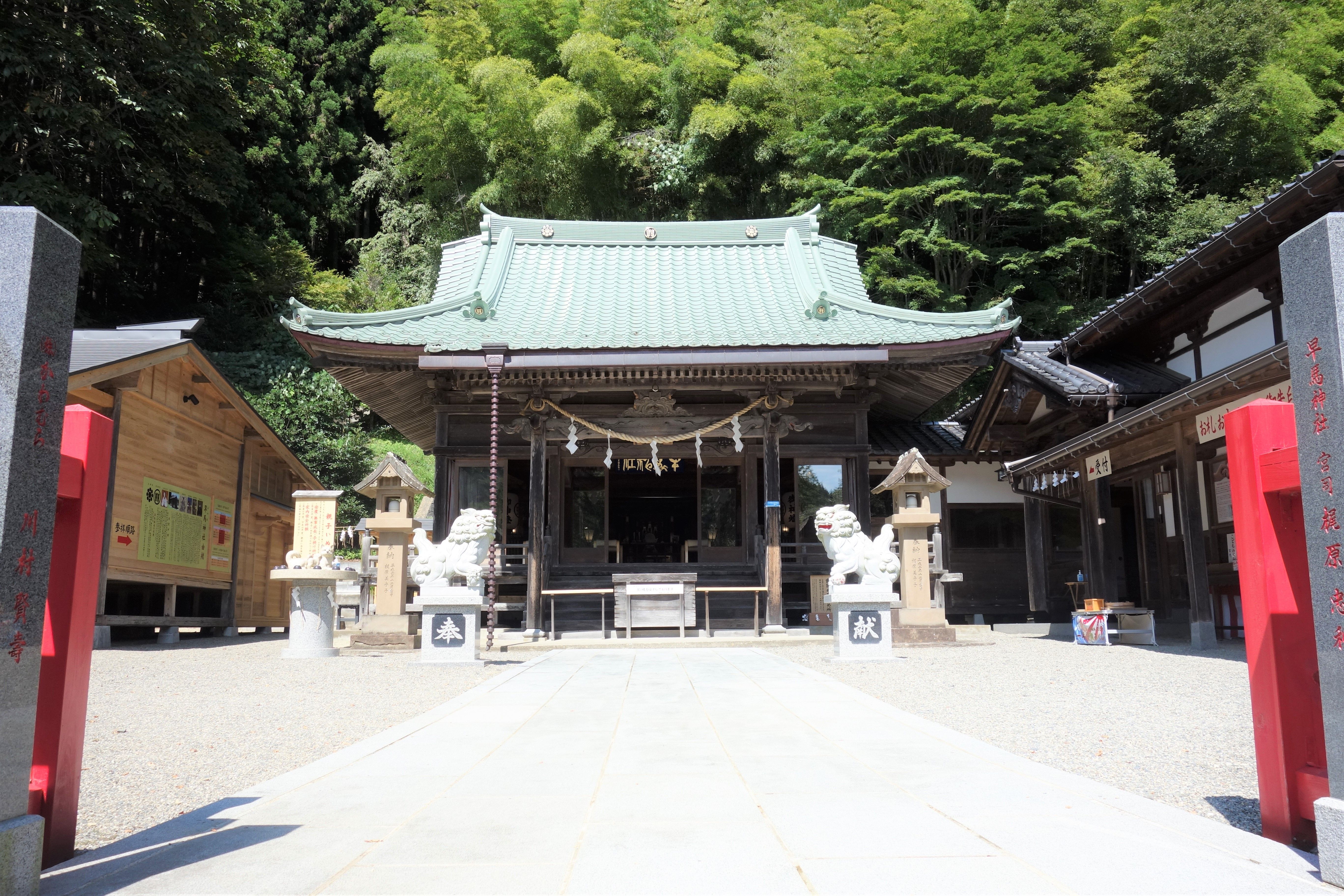
早馬神社（宮城県気仙沼市唐桑町宿浦75）